# قياس الغائب على الشاهد
قياس الغائب على الشاهد أو قياس الغيب على الشهادة هو منهج علمي اتبعه المتكلمون من علماء المسلمين، ومن بينهم الأشاعرة واتخذوا منه مسلكاً رئيسياً في الاستدلال. والمقصود بالشاهد في علم الكلام؛ أنه هو المعلوم بالحس أو باضطرار، وإن لم يكن محسوساً. والمقصود بالغائب؛ أنه هو ما غاب عن الحس، ولم يكن في شيء من الحواس. والاستدلال بالشاهد على الغائب في اللغة يُقصد به – كما ورد في أغلب الدراسات حوله – أنه استدلال بما يشاهده الحس على ما لا يشاهده؛ أي أن الشاهد يدل لغة على الحاضر أمام الحس والعين، وأن الغائب هو مقابل للشاهد؛ يدل على اللامحسوس واللامعاين.
وقد اعتمد علماء علم الكلام بشكل كبير على قياس الغائب على الشاهد كدليل عقلي، ولجأ المتكلمون في دفاعهم وردودهم إلى استعمال الأدلة العقلية،  ومن بينها القياس المنطقي، وقياس الغائب على الشاهد. متجنبين الرد من خلال الشريعة ذاتها؛ كي لا يقعوا في المصادرة على المطلوب. وهذا القياس لا يختلف في أساسه كثيراً عن القياس الفقهي، فالشافعي المؤسس لعلم أصول الفقه قد أخذ القياس عن النحاة الذين سبقوه إلى ممارسته بوعي. فلقد مارسه الخليل بن أحمد الفراهيدي ومارسه تلميذه سيبويه. وقنن الفقهاء القياس وطوروه، لكن الميدان الذي نشأ فيه وتبلور كطريقة في إنتاج المعرفة هو ميدان النحو. فكان للنحو والأبحاث اللغوية تأثير واضح في طريقة المتكلمين. فالاستدلال بالشاهد على الغائب، وهو الاستدلال في علم الكلام هو نفسه قياس الغائب على الشاهد عند النحاة والفقهاء. وإذا كان رجوع الفقهاء إلى اللغة من أجل الوقوف على معاني الكلمات ودلالاتها المختلفة لاستثمار النصوص الدينية فقهياً، فقد كانت اللغة السلطة المرجعية عند المتكلمين في تحديد المفاهيم الميتافيزيقية.
ويشتمل قياس الغائب على الشاهد على الجمع بالعلة، والجمع بالشرط والدليل والحد والحقيقة، ومثلوا لهذا بقولهم: إنه إذا كانت صفة العالمية معللة بالعلم في الشاهد، وجب أن تكون كذلك في الغائب. واجتهد المتكلمون وتفاعلوا مع خصومهم، في بيان الأدلة الوافية بالغرض عقلاً، وأهمها في إثبات وجود الله، دليل الحدوث، ودليل الصانع، والممكن والواجب، وفيما بعد دليل العناية، ودليل الاختراع، وغيرها.
قال الإمام شهاب الدين القرافي في كتابه (شرح تنقيح الفصول في اختصار المحصول في الأصول): «اتفق أكثر المتكلمين على جوازه في العقليات ويسمونه إلحاق الغائب بالشاهد. جعلوا الجامع في إلحاق الغائب بالشاهد أربعة: الجمع بالحقيقة كقولنا: حقيقة العالم من قام به العلم والله تعالى عالم فيقوم به العالم. والجمع بالدليل كقولنا: الإتقان في الشاهد دليل العلم، والله تعالى متقن لأفعاله فيكون عالماً. والجمع بالشرط كقولنا: العلم في الشاهد مشروط بالحياة، والله تعالى عالم فيكون حياً. والجمع بالعلة كقولنا: العلم في الشاهد علة للعالمية، والله تعالى له علم فيكون عالماً. وكثير من مباحث أصول الدين مبنى على قياس الشاهد على الغائب».

## انتقادات
انتقد ابن حزم استدلال المتكلمين بقياس الغائب على الشاهد في كتابه (التقريب لحد المنطق). قال ابن تيمية: «...وقد قال تعالى: {الذين يؤمنون بالغيب} قال طائفة من السلف: "الغيب" هو الله أو من الإيمان بالغيب الإيمان بالله. ففي موضع نفى عن نفسه أن يكون غائبا وفي موضع جعله نفسه غيبا. ولهذا اختلف الناس في هذه المسألة فطائفة من المتكلمين من أصحابنا وغيرهم - كالقاضي وابن عقيل وابن الزاغوني - يقولون: بقياس الغائب على الشاهد ويريدون بالغائب الله ويقولون: قياس الغائب على الشاهد ثابت بالحد والعلة والدليل والشرط. كما يقولون في مسائل الصفات في إثبات العلم والخبرة والإرادة وغير ذلك. وأنكر ذلك عليهم طائفة منهم الشيخ أبو محمد في رسالته إلى أهل رأس العين وقال: لا يسمى الله غائبا واستدل بما ذكر». وانتقد هذا الاستدلال كذلك ابن رشد وحكم عليه باللامعقول، وذلك في كتابه (الكشف عن مناهج الأدلة في عقائد الملة)، وفي (تهافت التهافت).

## كتب تكلمت عن قياس الغائب على الشاهد
- مجرد مقالات الشيخ أبي الحسن الأشعري – أبو بكر بن فورك
- الشامل في أصول الدين – أبو المعالي الجويني
- الغنية في الكلام – أبو القاسم الأنصاري
- المواقف في علم الكلام – عضد الدين الإيجي
- شرح المقاصد في علم الكلام – سعد الدين التفتازاني
- أربعون مسألة في أصول الدين – أبو عبد الله السكوني
- الفرق الكلامية الإسلامية: مدخل ودراسة – علي عبد الفتاح المغربي

## وصلات خارجية
- قياس الغائب على الشاهد ودوره في تكوين العقل الاعتزالي
- الإمام الطيب: قياس الغائب على الشاهد خطأ في قضايا الصفات الإلهية على يوتيوب